# Députation permanente et Conseil de la grandesse d'Espagne et des titres du royaume
Ne doit pas être confondu avec Députation permanente (Espagne).
La Députation permanente et Conseil de la grandesse d'Espagne et des titres du royaume est l'organisme qui regroupe aujourd'hui les grands d'Espagne et les détenteurs de titres de noblesse espagnols. Il comporte une assemblée, un conseil et une députation permanente. Il se trouve au sommet de l'association nobiliaire des grands et des titres du royaume, ces derniers l'ayant rejointe en 1999. 

## Histoire
| Doyen | Nom                               | Mandat        |
| ----- | --------------------------------- | ------------- |
| 1.º   | Le duc de San Carlos              | 1815-1816     |
| 2.º   | Le marquis de Vallecerrato        | 1816-1817     |
| 3.º   | Le comte de Fuentes               | 1818-1819     |
| 4.º   | Le duc de Frías                   | 1820          |
| 5.º   | Le duc de San Fernando de Quiroga | 1823-1829     |
| 6.º   | Le duc de Villahermosa            | 1929-1934     |
| 7.º   | Le marquis de Monte Real          | 1834-1835     |
| 8.º   | Le duc de Castro-Terreño          | 1836-1843     |
| 9.º   | Le duc de Gor                     | 1843-1850     |
| 10.º  | Le duc de Frías                   | 1850-1851     |
| 11.º  | Le comte d’Altamira               | 1851-1859     |
| 12.º  | Le marquis de Miraflores          | 1859-1862     |
| 13.º  | Le marquis de San Felices         | 1862-1863     |
| 14.º  | Le seigneur de Rubianes           | 1863-1865     |
| 15.º  | Le marquis de Vallehermoso        | 1865-1866     |
| 16.º  | Le marquis de San Felices         | 1866-1867     |
| 17.º  | Le marquis de Molins              | 1867-1877     |
| 18.º  | Le comte de Pinohermoso           | 1877-1883     |
| 19.º  | Le comte de Puñonrostro           | 1983-1890     |
| 20.º  | José Osorio y Silva               | 1890-1909     |
| 21.º  | Le duc de Veragua                 | 1909-1910     |
| 22.º  | Le duc de Gor                     | 1910          |
| 23.º  | Le duc de Tamames                 | 1910-1917     |
| 24.º  | Le duc de Fernán Núñez            | 1917-1925     |
| 25.º  | Le duc de T'Serclaes              | 1926-1927     |
| 26.º  | Le marquis de Santa Cruz          | 1928-1940     |
| 27.º  | Le duc d’Albe de Tormes           | 1941-1953     |
| 28.º  | Le duc de l’Infantado             | 1953-1991     |
| 29.º  | Le duc de San Carlos              | 1992-1997     |
| 30.º  | Le comte d’Elda                   | 1998-2009     |
| 31.º  | Le duc de Híjar                   | 2010-2018     |
| 32.º  | Le duc de Fernández-Miranda       | 2018-2022     |
| 33.º  | La duchesse d'Arcos               | 2022-actuelle |

La Députation de la grandesse a été créée en 1815, par décision royale, comme organe recteur d'une corporation institutionnelle formée seulement par les grands d'Espagne. Les statuts de la Députation sont réformés par l'Ordre Royal du 21 juillet 1915, puis par l'ordre ministériel du 8 octobre 1999 du ministère de la Justice, sous le ministère de Margarita Mariscal de Gante. Elle regroupe aussi bien les grands d'Espagne que les possesseurs de titres sans grandesse d'Espagne, qui, ensemble, constituent la seule noblesse légale en Espagne. La Députation sert également de conseil au roi d'Espagne ainsi qu'à l'administration espagnole en ce qui concerne la prérogative du premier d'accorder des titres de noblesse, ainsi que les fonctions administratives de succession et de réhabilitation des titres. Quant-à sa nature juridique, le Conseil d'État, à l'occasion de la réforme statutaire de la même, a émis un avis le 22 avril 1999, qui s'est avéré controversé dans la doctrine. Traditionnellement, la corporation était considérée comme un organisme public, mais le Conseil d'État a préféré utiliser la formule de « corporation mixte ». L'avis de 1999 dispose que la Députation permanente et Conseil de la grandesse a un statut particulier, étant composée de personnes privées et absente d'une structure sociétaire ou associative, mais étant la représentation d'un Corps ayant une reconnaissance publique et qui développe une certaine activité d'intérêt public.

## Gouvernement et structure

Insigne de la Députation, avec le manteau héraldique sur lequel les grands d'Espagne apposent leurs armoiries.

Son gouvernement se structure au travers d'assemblées ordinaires et extraordinaires, d'une députation permanente et d'un conseil composé d’un doyen et de seize députés. Le doyen et huit députés sont choisis parmi les Grands et les huit autres sont choisis parmi les titres du royaume sans grandesse. Ils sont élus pour quatre ans renouvelables.
Les statuts en vigueur ont été approuvés par assemblée extraordinaire du 6 juin 1999 et publiés au Bulletin officiel de l'État.
La Députation a pour compétences, outre les facultés de représentation, de gouvernance et d'administration de ses biens et archives, la proposition, le conseil et la prestation des services qu'elle estime nécessaires à l'Espagne, au roi et aux grands d'Espagne et titres du royaume et les fonctions qui, dans le cadre des procédures de succession et de réhabilitation des titres, lui sont attribuées par le décret royal du 27 mai 1912 et dispositions annexes (arts. 2, 3, 6 et 17 du décret royal du 27 mai 1912 et art. 3 du mandat royal du 26 octobre 1922, sanctionnés dans le décret du 4 juin 1948 et dans le décret royal n° 222/1988, du 11 mars),.
La composition actuelle de la Députation permanente et du Conseil est la suivante:
Doyen: S.E. D. Enrique Fernández-Miranda y Lozano, duc de Fernández-Miranda
Secrétaire: S.E. D. Carlos Espinosa de los Monteros y Bernaldo de Quirós, marquis de Valtierra
Trésorier: Ilmo. Sr. D. Javier Solano y Rodriguez-Losada, marquis de la Solana
Députés-conseillers:	
- S.E. Doña Mª Mercedes Falcó y de Anchorena, duchesse del Arco
- S.E. D. Hugo O'Donnell y Duque de Estrada, duc de Tétouan
- S.E. Doña María de la Asunción de Bustos y Marín, duchesse d’Estremera
- S.E. D. Enrique Fernández-Miranda y Lozana, duc de Fernández-Miranda
- S.E. D. Rafael Benjumea y Cabeza de Vaca, comte de Guadalhorce
- S.E. D. Javier de Goyeneche y Marsans, comte de Guaqui, grand d'Espagne
- S.E. D. Álvaro Zuleta de Reales y Ansaldo, duc de Linares
- S.E. D. Leoncio Alonso González de Gregorio y Álvarez de Tolède, duc de Medina Sidonia
- S.E. D. Marcelino Oreja Aguirre, marquis d’Oreja
- S.E. D. Javier Benjumea Llorente, marquis de Puebla de Cazalla
- Ilmo. Sr. D. José María de Areilza y Carvajal, comte de Rodas
- S.E. D. Rafael de Atienza y Medina, marquis de Salvatierra
- S.E. Doña Catalina Luca de Tena y García-Conde, marquise del Valle de Tena
- S.E. D. Francisco de Borja de Arteaga y Fierro, marquis de Vívola